# گورستان طاق ملک حسین
گورستان طاق ملک حسین مربوط به دوره اشکانیان است و در شهرستان پل‌دختر، بخش مرکزی، دهستان جایدر، شمال غربی روستای طاق ملک حسین واقع شده و این اثر در تاریخ ۲۲ آبان ۱۳۸۶ با شمارهٔ ثبت ۲۰۰۷۶ به‌عنوان یکی از آثار ملی ایران به ثبت رسیده است.